# Contemporary hit radio
Contemporary hit radio (en españolː Radio de éxitos contemporáneos, también conocido como contemporary hits, hit list, current hits, hit music, top 40, o pop radio) es un formato de radio que es común en muchos países que se enfoca en reproducir música popular actual y recurrente según lo determinado por las listas de música top 40. Hay varias subcategorías, predominantemente centrado en el rock, el pop o la música urbana. Usado solo, CHR más a menudo para referirse al formato CHR-pop. El término "Contemporary hit radio" fue acuñado en la década de 1980 por la revista Radio & Records para designar las estaciones top 40 que continuaron reproduciendo éxitos de todos los géneros musicales como la música pop a medida que la música pop se dividía en  adult contemporary, urban contemporary y otros formatos.
El término "top 40" también se utiliza para referirse a la actual lista de canciones de éxito, y, por extensión, para referirse a la música pop en general. El término también se ha modificado para describir el top 50; top 30; top 20; top 10; Hot 100 (cada una con su número de canciones) y formatos, pero llevando más o menos el mismo significado y con el mismo punto creativo de origen con Todd Storz y refinado por Gordon McLendon y Bill Drake. El formato se hizo especialmente popular en los años sesenta cuando las estaciones de radio restringieron a los disc jockeys a listas de reproducción numeradas a raíz del escándalo de "payola".